# Autrêches
Autrêches település Franciaországban, Oise megyében. Lakosainak száma 725 fő (2022. január 1.). Autrêches Audignicourt, Morsain, Nouvron-Vingré, Saint-Christophe-à-Berry, Vassens, Moulin-sous-Touvent, Nampcel és Saint-Pierre-lès-Bitry községekkel határos.

## Népesség
A település népességének változása:
| Lakosok száma | 753  | 756  | 759  | 733  | 721  | 719  | 717  | 713  | 725  |
|               | 2013 | 2015 | 2016 | 2017 | 2018 | 2019 | 2020 | 2021 | 2022 |